# Liste der Gouverneure von Oklahoma
Diese Liste führt alle Gouverneure des US-Bundesstaates Oklahoma und des zuvor bestehenden Oklahoma-Territoriums auf.

## Oklahoma-Territorium
| Name                     | Amtszeit  | Partei       |
| ------------------------ | --------- | ------------ |
| George Washington Steele | 1890–1891 | Republikaner |
| Robert Martin            | 1891–1892 | Republikaner |
| Abraham Jefferson Seay   | 1892–1893 | Republikaner |
| William Cary Renfrow     | 1893–1897 | Demokrat     |
| Cassius McDonald Barnes  | 1897–1901 | Republikaner |
| William Miller Jenkins   | 1901      | Republikaner |
| William C. Grimes        | 1901      | Republikaner |
| Thompson Benton Ferguson | 1901–1906 | Republikaner |
| Frank Frantz             | 1906–1907 | Republikaner |

## Bundesstaat Oklahoma
| Name                         | Amtszeit  | Partei       |
| ---------------------------- | --------- | ------------ |
| Charles Nathaniel Haskell    | 1907–1911 | Demokrat     |
| Lee Cruce                    | 1911–1915 | Demokrat     |
| Robert Lee Williams          | 1915–1919 | Demokrat     |
| James Brooks Ayers Robertson | 1919–1923 | Demokrat     |
| John Callaway Walton         | 1923      | Demokrat     |
| Martin Edwin Trapp           | 1923–1927 | Demokrat     |
| Henry Simpson Johnston       | 1927–1929 | Demokrat     |
| William Judson Holloway      | 1929–1931 | Demokrat     |
| William Henry Davis Murray   | 1931–1935 | Demokrat     |
| Ernest Whitworth Marland     | 1935–1939 | Demokrat     |
| Leon Chase Phillips          | 1939–1943 | Demokrat     |
| Robert Samuel Kerr           | 1943–1947 | Demokrat     |
| Roy Joseph Turner            | 1947–1951 | Demokrat     |
| Johnston Murray              | 1951–1955 | Demokrat     |
| Raymond Dancel Gary          | 1955–1959 | Demokrat     |
| James Howard Edmondson       | 1959–1963 | Demokrat     |
| George Patterson Nigh        | 1963      | Demokrat     |
| Henry Louis Bellmon          | 1963–1967 | Republikaner |
| Dewey Follett Bartlett       | 1967–1971 | Republikaner |
| David Hall                   | 1971–1975 | Demokrat     |
| David Lyle Boren             | 1975–1979 | Demokrat     |
| George Patterson Nigh        | 1979–1987 | Demokrat     |
| Henry Louis Bellmon          | 1987–1991 | Republikaner |
| David Lee Walters            | 1991–1995 | Demokrat     |
| Francis Anthony Keating      | 1995–2003 | Republikaner |
| Charles Bradford Henry       | 2003–2011 | Demokrat     |
| Mary Fallin                  | 2011–2019 | Republikaner |
| John Kevin Stitt             | seit 2019 | Republikaner |